# Gaab
Gabriel Fernando Brisola Amaral Silva (São Paulo, 15 de outubro de 1998), mais conhecido pelo seu nome artístico Gaab, é um cantor e compositor brasileiro.

## Carreira
Vindo de uma família de músicos, como seu pai Rodriguinho e o tio Ah! Mr. Dan, Gaab, quando adolescente, começou a acompanhar o pai na estrada, como backing vocal de sua equipe. Compôs sua primeira música quando tinha apenas 14 anos, em seguida mandou para o cantor Thiaguinho, que gostou da canção e decidiu grava-la para o seu álbum Hey, Mundo. Apesar da sua familiaridade com o pagode, Gaab busca referências do gênero R&B e pop, o que levou assinar contrato com a GR6 Explode.
Em 2016, ele e os amigos Negretes e Fabinho, criaram uma banda chamada Dinastia, mais o grupo se desfez no mesmo ano. No dia 9 de setembro de 2016, lançou seu primeiro álbum homônimo, que teve como único single a música "Só Você Não Vê" e as participações de seu pai Rodriguinho e os cantores Thomaz Melo e Vilc. No dia 15 de setembro de 2017, lançou seu segundo álbum intitulado Melhor Viagem, que teve como singles "Cuidado", "Tô Brisando em Você", "Tem Café", "Positividade", "Vai Passar" e "Melhor Viagem" e as participações de MC Hariel, Lest Gang e 
Júnior Lord. No dia 18 de dezembro, lançou junto com seu pai, seu primeiro EP intitulado Legado: Músicas Para Brisar, com seis faixas misturadas de canções de sucessos de ambos.[carece de fontes?]
No dia 27 de julho de 2018, Gaab lançou seu terceiro álbum de estúdio intitulado U, que teve como singles "U", "Preservê", "De Uns Dias" e "Sem Pressa" e a participações de Rodriguinho, Thomaz, Ana Gabriela e MC Livinho. No dia 4 de janeiro de 2019, lançou seu primeiro DVD intitulado Legado: O Show, em parceria com seu pai e Ah! Mr. Dan, cantando os maiores sucessos dos três, como uma forma de celebrar a história da família na música e relembrar os sucessos dos artistas ao longo desses anos, com a participação de amigos importantes.
No dia 17 de fevereiro de 2019, gravou seu primeiro DVD solo em Salvador, na praça da Cruz Caída intitulado Positividade, que contou com as participações dos cantores MC Livinho, MC Davi, MC Hariel, Negra Li, 1Kilo, Thomaz, Igor Kannário e  Júnior Lord. O DVD foi lançado no dia 17 de maio de 2019. No mesmo ano, assinou contrato com a gravadora Universal Music.
Em 29 de maio de 2019, o cantor Gaab participou do single "intenção", com a cantora Marília Mendonça. Os cantores apareceram de surpresa na Torre de TV em Brasília, como parte da turnê "Todos os Cantos". Cerca de 50 mil pessoas assistiram ao show gratuito. Em menos de 24h, o vídeo já havia passado de 1,5 milhão de visualizações na plataforma YouTube.

## Vida pessoal
É filho do cantor de pagode Rodriguinho e Sabryna Brisola. Em 2017, nasceu Heloísa, primeira filha do cantor, fruto de um relacionamento com a namorada Michelle Alveia (dançarina, atriz e participante da primeira edição do reality De Férias com o Ex da MTV), depois nasceu sua segunda filha Heili.

## Discografia

#### Álbuns de estúdio
- Gaab (2016)
- Melhor Viagem (2017)
- U (2018)

#### Álbuns ao vivo
- Legado: O Show  (2019)
- Positividade  (2019)